# Stadio Junist' (Voločys'k)
Lo stadio Junist' (in ucraino стадіон Юність?) è uno stadio di calcio, situato nella città di Voločys'k, in Ucraina. Fu costruito nel 1980 e aveva una capacità di 3 500 spettatori. In seguito alla ristrutturazione del 2018 furono installati i sediolini e la capienza fu ridotta a  2 700 posti.